# Gyula Petrikovics
Gyula Petrikovics, född den 12 januari 1943 i Pestszenterzsébet, Ungern, död 28 juni 2005, var en ungersk kanotist.
Han tog bland annat VM-guld i C-2 1000 meter i samband med sprintvärldsmästerskapen i kanotsport 1971 i Belgrad.